# Predators
Predators (l'original en anglès i la versió en castellà tenen el mateix títol) és una pel·lícula estatunidenca d'acció i ciència-ficció de 2010, dirigida per Nimród Antal, produïda per Robert Rodríguez i protagonitzada per Adrien Brody, Topher Grace, Alice Braga, Laurence Fishburne, Danny Trejo i Derek Mears en els papers principals.

## Argument
La pel·lícula comença amb Royce, un enigmàtic mercenari caient en l'aire cap a una selva. Quan desperta s'aterreix i comença la desesperació de veure's caient sense control pels cels, fins que accidentalment descobreix un botó que obre un paracaigudes que porta lloc. Aquest s'obre a uns pocs metres del fullatge de la selva, embullant-se en la vegetació; després els sostenidors del paracaigudes es trenquen i Royce cau amb força al sòl, noqueándose en l'acte. Després de despertar i observar al seu al voltant, es troba amb un altre home d'origen mexicà caigut d'un altre paracaigudes amb dos MP5K. Entre l'espai de distància (escàs) entre ells cau un tercer home, mort a l'instant d'un impacte després de caure desenes de metres al no obrir-se el seu paracaigudes. Un altre home fa una altra entrada des de les seves esquenes i els dispara amb una metralladora gaitling i Royce va per darrere i li apunta al capdavant. L'home es presenta com Nikolai; Royce li pregunta què és l'últim que recorda i li diu que estava lluitant a Txetxènia, va veure una llum i va despertar caient. El de les MP5Ks, Ganivet, un mercenari de Els Zetes, els diu que a ell li va ocórrer el mateix. De sobte, veuen a una dona amb un rifle de franctirador i els diu que coneix totes les selves, però no aquesta. Ella diu que va veure més paracaigudes i van a buscar-los per saber qui els va tirar d'un avió. Els quatre subjectes són seguits per un misteriós japonès. La dona, Isabelle, li diu a Royce que és una soldat israeliana.
Després es troben a dos homes barallant fins que els veuen i se separen per unir-se al grup i una mica més endavant tots es topen amb un home que penja d'un arbre pel paracaigudes. Royce li salva i ell els diu que és un metge que anava a la seva consulta i va despertar aquí. Llavors, tots s'engeguen i de seguida veuen un estrany monument amb restes d'ossos, i un altre home, Mombasa, un guerriller de Sierra Leone, creu que qui ho va fer col·lecciona trofeus. Nikolai creu que estan en una prova militar, Ganivet pensa que es tracta d'un segrest per un rescat, com fa ell a la seva terra i Stans, un reclús condemnat a mort, creu que és un experiment amb drogues, però Edwin diu que notarien els efectes, i Mombasa agrega que també pot ser que estiguin tots morts, atès que la majoria estaven en combat quan va desaparèixer i a Stans ho anaven a executar en dos dies. A ells se li uneix un criminal mafiós japonès, Hanzo, qui venia darrere d'ells, i Royce es va a buscar una zona elevada davant la protesta de la resta. Després arriben a un terreny rocós, en el qual Royce és convençut de parar per descansar. Allí li comenta a Isabelle que el Sol no s'ha mogut des de la seva arribada. En comprovar que la brúixola improvisada per Isabelle no assenyala cap adreça, tot això els fa sospitar que el seu parador és encara més remot del previst
A poc a poc van descobrint que tots tenen un element comú: són de la mateixa època i són personatges que tenen a veure amb el món de la guerra i el crim: un és Royce, un exmilitar nord-americà que actualment és mercenari (Adrien Brody); Isabelle, l'única dona del grup i franctiradora de les Forces de Defensa d'Israel (Alice Braga); Ganivet, un mexicà del càrtel de la droga de Els Zetes (Danny Trejo); Hanzo, un membre de la Yakuza japonesa (Louis Ozawa Changchien); Nikolai, un comando rus de les Spetsnaz (Oleg Taktarov); Mombasa, milicià del Front Revolucionari Unit de Sierra Leone (Mahershala Ali); Stans, un convicte perillós sentenciat a la pena de mort (Walton Goggins); i Edwin (Topher Grace), un doctor, qui sembla l'únic abducido per raons diferents a la de la resta. Mentre caminen descobreixen que la selva és diferent a qualsevol selva de la terra i amb plantes verinoses, a més de diversos paranys posats per un assassinat membre de les Forces Especials de l'Exèrcit dels Estats Units.
Finalment descobriran a més que han estat portats aquí amb un propòsit específic: ser preses d'una cacera organitzada per una raça extraterrestre (els Predators). El planeta és el seu vedat de caça. Al principi són atacats per bèsties quadrupedes alienígenes que emulen ser una gossada de caça que alguns són ràpidament eliminats pels humans; Royce aconsegueix decapitar a un dels sinistres cans alienígenes fent ús d'un ganivet de combat en quedar-se sense temps de recarregar el seu fusell, i poc segons abans que un d'ells forci a Isabelle al suïcidi al no poder eliminar-ho aquest és cridat per una xiulada dels seus amos, evitant així la mort d'aquesta, no obstant això en reagrupar-se tot el grup, noten que falta un, el mexicà del cartell. Comença la recerca d'aquest individu, al com troben d'esquena i genolls demanant ajuda immòbil. Royce llança un pal per verificar si és possible un acostament i socórrer-ho, i en veure que el pal llançat és destrossat per algun parany terrestre, ho donen per perdut i decideixen retirar-se donant-li a l'única dona del grup la decisió de seguir o acabar amb la seva misèria Però després d'un tret precís en el cap, la veu d'aquest torna a demanar ajuda deixant en clar que mai va ser la seva veu la que demanava auxili, raó més quina suficient per anar-se el més ràpid del lloc. Poc després el grup passa per un campament on troben a un yautja (el nom de la raça dels Predators) captiu i àdhuc viu. El grup és atacat de sobte per tres Predators i Mombasa mor durant l'atac mentre els altres aconsegueixen escapar. Isabelle i Royce entren en discussió a causa que Royce havia abandonat a l'equip per usar-ho com a cimbell al que ell respon que ells (els Predators) tenen armes i equips més avançats i quan Royce adverteix que Isabelle sap a què s'enfronten ella respon que anys enrere havia sentit de un grup de les Forces Especials que en 1987 havia estat mort a les mans d'un Predator a Guatemala i l'únic supervivent del qual l'havia aconseguit vèncer després de camuflar-se amb fang.
Després d'una obertura s'intenta de matar a un dels yautjes, un personatge anomenat Noland (Laurence Fishburne) apareix per salvar a Royce (Adrien Brody) d'una mort imminent i els indica amb qui han de bregar. Noland havia sobreviscut als yautjes on en una nau yautja abandonada que usa com a refugi els explica la tradició dels yautjes de caçar principalment cranis de diverses espècies, entre aquelles les d'humans, i també els diu que cacen en trios, encara que de moment sembla que al planeta s'enfronten dos clans; els Mala Sang, que mantenen captiu al Caçador en un dels seus campaments. Royce proposa alliberar al captiu ja que de fer-ho el yautja els donaria a canvi la seva nau espacial com a pagament del favor perquè el grup d'humans tornés a la Terra. Noland, qui estava amb una clara tendència a l'esquizofrènia a causa de la seva solitud i estadía durant molts anys al planeta, planeja matar el grup i robar les seves provisions i armes. Royce en veure això provoca una explosió en la nau per atreure als Predators, un dels quals en entrar mata a Noland. Per la seva banda Nikolai se sacrifica per salvar a Edwin matant a un altre yautja. Stans, usant un ganivet prehistòric, ataca a un altre però acaba mort. Hanzo, usant una katana, confronta al tercer yautja en un duel en el qual tots dos acaben morts.
Durant la fugida Edwin acaba ferit per un parany, sent ajudat per Royce i Isabelle. Royce allibera al Predator captiu mentre que Edwin i Isabelle són atrapats per l'últim yautja que queda viu del clan. Aquest yautja i l'alliberat s'enfronten a una baralla en la qual el primer acaba vencent i destruint la nau que el recentment mort li havia donat a Royce. Per la seva banda Edwin es revela com un assassí en sèrie després de paralitzar a Isabelle amb una toxina no letal continguda en la seva navalla i sentint-se part del planeta i els yautja. Royce, qui mai va abordar la nau, salva a Edwin i Isabelle però el veure la naturalesa assassina d'Edwin ho fereix i ho usa com a esquer per atreure al yautja.
Royce usa a Edwin com parany caça-babaus usant granades en ell, desorientant la visió infraroja del yautja. Després d'una àrdua baralla, Royce, usant una destral antiga, fereix i després decapita al yautja, també salvant a Isabelle després que el yautja poc abans li disparés una de les seves navalles. L'endemà tots dos es recuperen i veuen com a més paracaigudes arriben al planeta i continuen el seu camí disposats a sortir del mateix.

## Repartiment
- Adrien Brody com Royce, un exmilitar nord-americà convertit en mercenari, qui assumeix el lideratge del grup captiu al planeta.[2][3] Brody va declarar que va veure el seu personatge com un desafiament, volent portar complexitat al seu personatge en contrast amb el de Schwarzenegger en la pel·lícula original.[4] Brody es va entrenar durament per a la pel·lícula, dient "volia que anés entretinguda i que la gent veiés en ella el que veu en les pel·lícules que els agraden. Però això no és realment per què estic en això i no és realment el que he portat. He usat la mateixa disciplina que si fes una pel·lícula com The Pianist."[4] Antal i Rodríguez van voler específicament evitar en el càsting a un actor físicament similar a Schwarzenegger, quieriendo "anar en una adreça diferent" i raonant que els soldats de la vida real són nervudos i eixuts en comptes de fornidos.[5] "Pensem que triar un personatge 'Schwarzeneggeresco' faria un servei galdós a la pel·lícula", va dir Antal, "i hauria fet un servei ben galdós perquè no estem intentant fer un remake o una còpia de la pel·lícula original. Els vaig dir a tots al principi que puc fer que qualsevol sembli dur. El que no puc fer és ensenyar-los a actuar".[6] Brody ha expressat el seu interès a representar el seu personatge en futures seqüeles.[4]
- Alice Braga com Isabelle, una franctiradora de les Forces de Defensa d'Israel i assassina encoberta de la CIA.[7] Isabelle va fallar a protegir al seu observador en una missió, per la qual cosa sent que ha estat portada al planeta alienígena com a càstig i per buscar la seva redempció.[7] Com a únic personatge femení, Isabelle juga el rol de pacificador: "El meu personatge és bastant divertit", va dir Braga, "és la que sempre està intentant mantenir a tots units i parar les lluites internes, dient que el nombre els dona la força."[8] Braga va descriure el seu personatge com "un os dur de rosegar... Dolç per dins però dura per fora".[8] Braga va llegir un manual de tir per preparar-se per al seu personatge, i va portar un rifle de set quilos durant el rodatge.[8]
- Topher Grace com Edwin, un metge que no sembla encaixar en el grup de soldats fins que ell mateix revela ser un assassí psicòpata. Grace va tenir dubtes sobre prendre el rol quan va llegir el guió, "perquè realment em va agradar la primera de Predator, però totes les seves seqüeles no han estat molt bones. Llavors, quan vaig llegir això, vaig pensar 'el que Aliens va ser a Alien és el que és això a Predator', perquè Predator realment mai va tenir una seqüela."[6] Va comparar el treball d'Antal amb el de James Cameron, director de Aliens; romanent en el treball original, però prenent conceptes en adreces lleugerament diferents.[6] Grace va realitzar diverses escenes sense dobles, fins i tot el salt a la cascada.[6]
- Oleg Taktarov com Nikolai, un comando rus del Grup Alfa de Spetsnaz qui es trobava lluitant en la Segona Guerra Txetxena abans de ser abducido. Taktarov, un lluitador de arts marcials mixtes retirat i antic Ultimate Fighting Champion, va descriure el seu personatge com una combinació d'elements dels personatges de Arnold Schwarzenegger, Jesse Ventura i Bill Duke en la pel·lícula Predator, i va lloar que "és la primera vegada que s'aconsegueix un personatge rus realment positiu en una pel·lícula nord-americana".[9] Taktarov va usar el seu entrenament de lluita per a algunes escenes d'acció.[9] Mentre filmava una escena, es va copejar en la cara amb una steadicam i va sagnar a causa d'això, però va continuar filmant a causa que la sang afegia efecte a l'escena.[9]
- Walton Goggins com Stans, un condemnat a mort que havia de ser executat l'endemà passat de ser abducido. Quan el tracker predator mor, el berserker predator apareix i ho fereix amb la seva arma de plasma. Abans d'atacar a Royce, Stans li dona una mica de temps al grup distraient al yautja, llavors ho comença a provocar i acaba sent brutalment assassinat pel berserker quan aquest li arrenca el crani i la columna vertebral amb les seves pròpies mans.
- Louis Ozawa Changchien com Hanzo, un taciturn executor de la Yakuza, qui revela més tard haver perdut dos dits de la mà esquerra per realitzar yubitsume (ritual dels Yakuza per pagar per una ofensa o deute). "Suposo que ell solia ser un tipus que podia assassinar qualsevol sense escrúpols," va dir Changchien del seu personatge, "però quan arriba al planeta alienígena deixa de ser aquest tipus de persona. Aquestes coses no s'expliquen en el guió, però t'adonaràs quan vegis la pel·lícula."[10] Changchien va usar el seu entrenament de kendo per a l'escena en la qual usa una katana en un duel amb un Falconer Predator.[9] Antal, un fan del kendo, va insistir que la lluita a espasa havia de semblar autèntica.[9]
- Mahershala Ali com Mombasa, un soldat d'un esquadró de la mort del Front Revolucionari Unit de Sierra Leone.
- Danny Trejo com a Ganivet, un sicari del càrtel de Els Zetes de Mèxic.[11]
- Laurence Fishburne com Noland, un soldat de la Cavalleria Aerotransportada dels Estats Units que ha romàs anys al planeta. "És un rol realment interessant", va dir Fishburne, "molt diferent del Morfeo de Matrix. Està una mica boig i és un personatge ombrívol i estrany."[10]
- Derek Mears com Classic Predator (Predator Clàssic).[12] Classic és un Predator que es troba encadenat a un pal pels seus companys, per motius desconeguts. El seu disseny va ser basat en el de la pel·lícula original.[13]
- Carey Jones com Tracker Predator.[14] Tracker és un Predator recognoscible pels ullals de la seva màscara, a més de per ser el domador de les bèsties que ataquen al grup. És assassinat per Nikolai.[14] Jones també fa de doble de Steele en les escenes en les quals apareixen alhora el Berserker i el Falconer.[14]
- Brian Steele com Berserker Predator i Falconer Predator.[14] El Berserker és identificable per la mandíbula que adorna la seva màscara i per ser el que confronta a Royce en el clímax de la pel·lícula, mentre que el Falconer és un predator que controla un UAV de reconeixement i és finalment assassinat per Hanzo.[14]

## Premis i nominacions

### IGN Award IGN Summer Movie Awards
| Any  | Categoria   | Resultat |
| ---- | ----------- | -------- |
| 2010 | BEST SCI-FI | Nominat  |

### Golden Schmoes Awards
| Any  | Categoria                     | Resultat |
| ---- | ----------------------------- | -------- |
| 2010 | BEST SCI-FI MOVIE OF THE YEAR | Nominat  |

### Taurus Award World Stunt Awards
| Any  | Categoria             | Resultat  |
| ---- | --------------------- | --------- |
| 2011 | Best High Work        | Guanyador |
| 2011 | Best speciality stunt | Guanyador |